# Girl on the Train (Roman)
Girl on the Train. Du kennst sie nicht, aber sie kennt dich. (Originaltitel: The Girl on the Train) ist ein Roman der britischen Autorin Paula Hawkins aus dem Jahr 2015. Der Thriller wurde in den Vereinigten Staaten von Penguin Books veröffentlicht und kam innerhalb kurzer Zeit auf die Bestseller-Liste der New York Times.
Die deutsche Übersetzung von Christoph Göhler erschien am 15. Juni 2015 im Blanvalet-Verlag der Verlagsgruppe Random House. Die erste Verfilmung wurde im Oktober 2016 veröffentlicht; eine weitere folgte 2021.

## Inhalt
Rachel, eine alkoholkranke, arbeitslose Frau Anfang 30, wohnt in Ashbury, einem Vorort von London. Damit ihre Vermieterin und Mitbewohnerin Cathy nicht bemerkt, dass sie schon vor Monaten ihren Job aufgrund ihrer Alkoholkrankheit verloren hat, nimmt sie jeden Morgen um 8.04 Uhr den Regionalzug nach London. Dabei passiert sie auch ihre ehemalige Nachbarschaft. Während Rachel versucht, nicht auf ihr früheres Haus zu schauen, wo ihr Ex-Mann Tom mit seiner neuen Frau Anna und der gemeinsamen Tochter wohnt, fantasiert sie über das perfekte Leben eines Pärchens ein paar Häuser weiter. Rachel hat ihnen einen Beruf, Eigenschaften und sogar Namen gegeben: Jess und Jason.
Eines Tages sieht sie, wie Jess einen anderen Mann küsst. Kurz darauf erfährt Rachel durch die Medien vom Verschwinden einer Frau namens Megan, die von ihr Jess genannt wurde. Rachel wird von der Polizei kontaktiert, da sie sich am Abend des Verschwindens in der unmittelbaren Nähe aufhielt. Grund hierfür war, dass Rachel, wenn sie stark betrunken ist, Tom zu kontaktieren versucht. Obwohl sie seit ein paar Jahren getrennt sind, liebt sie ihn immer noch, und brach sogar einmal in Toms Haus ein und entfernte sich mit dessen Tochter. Rachel wollte selbst gern Kinder haben, als dies nicht gelang, suchte sie Trost im Alkohol, was Konsequenzen für ihre Ehe hatte. Tom begann eine Affäre mit Anna und trennte sich schließlich von Rachel.
An dem Abend von Megans Verschwinden sahen Anna und Tom Rachel in der Nachbarschaft und erzählten der Polizei davon, doch kann Rachel der Polizei nicht helfen, hat sie außer blauen Flecken und zwei Kopfverletzungen doch nur noch vage Erinnerungen von ihrem Treiben. Sie berichtet jedoch von dem Kuss, der Kamal Abdic, Megans Psychologen, in den Fokus der Ermittlungen rückt.
Im Rausch kontaktiert Rachel auch Scott, Megans Ehemann, woraufhin zwischen den beiden eine kurzzeitige Affäre entsteht. In der Zwischenzeit stellt sich heraus, dass Megan mit Kamal eine Affäre hatte, zudem wird ihre Leiche im nahegelegenen Corly gefunden. Sie wurde ermordet. Bei der Obduktion wird festgestellt, dass Megan schwanger war, doch weder von Scott noch von Kamal.
Anna und Rachel finden unabhängig voneinander heraus, dass Tom der Vater des Kindes war. Rachel, weil sie sich wieder erinnern kann, Tom und Megan zusammen am Mordabend gesehen zu haben, und Anna, weil sie Megans Telefon in Toms Sporttasche fand.
Als Rachel Anna überzeugen will, Tom zu verlassen, überrascht dieser die beiden bei sich zu Hause. Er gesteht den Mord und versucht, nun auch Rachel zu ermorden. Während Anna ihn zunächst gewähren lässt, ruft sie letztlich doch die Polizei. Rachel gelingt es, aus dem Haus zu fliehen. Da Tom ihr folgt, wehrt sie sich mit einem Korkenzieher, den sie ihm in den Hals rammt. Anna hilft nach, um sicherzustellen, dass Tom an der Verletzung stirbt. Beim Verhör durch die Polizei decken die beiden Frauen sich gegenseitig.
Einen Monat später, auf dem Weg in die Ferien, sieht Rachel vom Zug aus, dass beide Häuser zum Verkauf stehen. Schließlich besucht sie Megans Grab. Alkohol hat sie seit ein paar Wochen nicht mehr angerührt.

## Verfilmung
Im Oktober 2016 wurde die gleichnamige Verfilmung mit Emily Blunt in der Hauptrolle veröffentlicht. Die Regie übernahm Tate Taylor. Der Ort der Handlung wurde nach New York verlegt. 
2021 folgte eine weitere Verfilmung in Hindi unter Regie von Ribhu Dasgupta und Parineeti Chopra in der Hauptrolle. Im Gegensatz zur ersten Verfilmung wird London als zentraler Handlungsort beibehalten.